# Heksanit
Heksonit je bio nemački vojni eksploziv razvijen početkom 20. veka pre Prvog svetskog rata za marince Kaiserliche, namenjen da poveća zalihe Тринитротолуенa (TNT), kojih je tada nedostajalo. Heksonit je sam po sebi nešto manje moćan od TNT-a.  Najčešća formula heksonita (po težini) bila je 60% TNT i 40% heksanitrodifenilamina.
Obično se heksanit koristio u podvodnom pomorskom oružju, npr. bojeve glave za torpeda serije G7a i G7e  i glavno eksplozivno punjenje od 300 kg (660 lb) u aluminijumskom kućištu  u plutajućem, usidrenom magnetnom "EMF" mine koje mogu da postave podmornice na 200, 300, or 500 m (110, 160, or 270 fathoms) vode. 
Ovaj eksploziv se smatra zastarelim, tako da će svaka municija punjena heksonitom biti u obliku neeksplodiranih ubojnih sredstava iz Drugog svetskog rata.
Japanci su ovo koristili u Drugom svetskom ratu kao eksplozivna jedinjenja tipa 97 i 98. 